# تت توام اسی

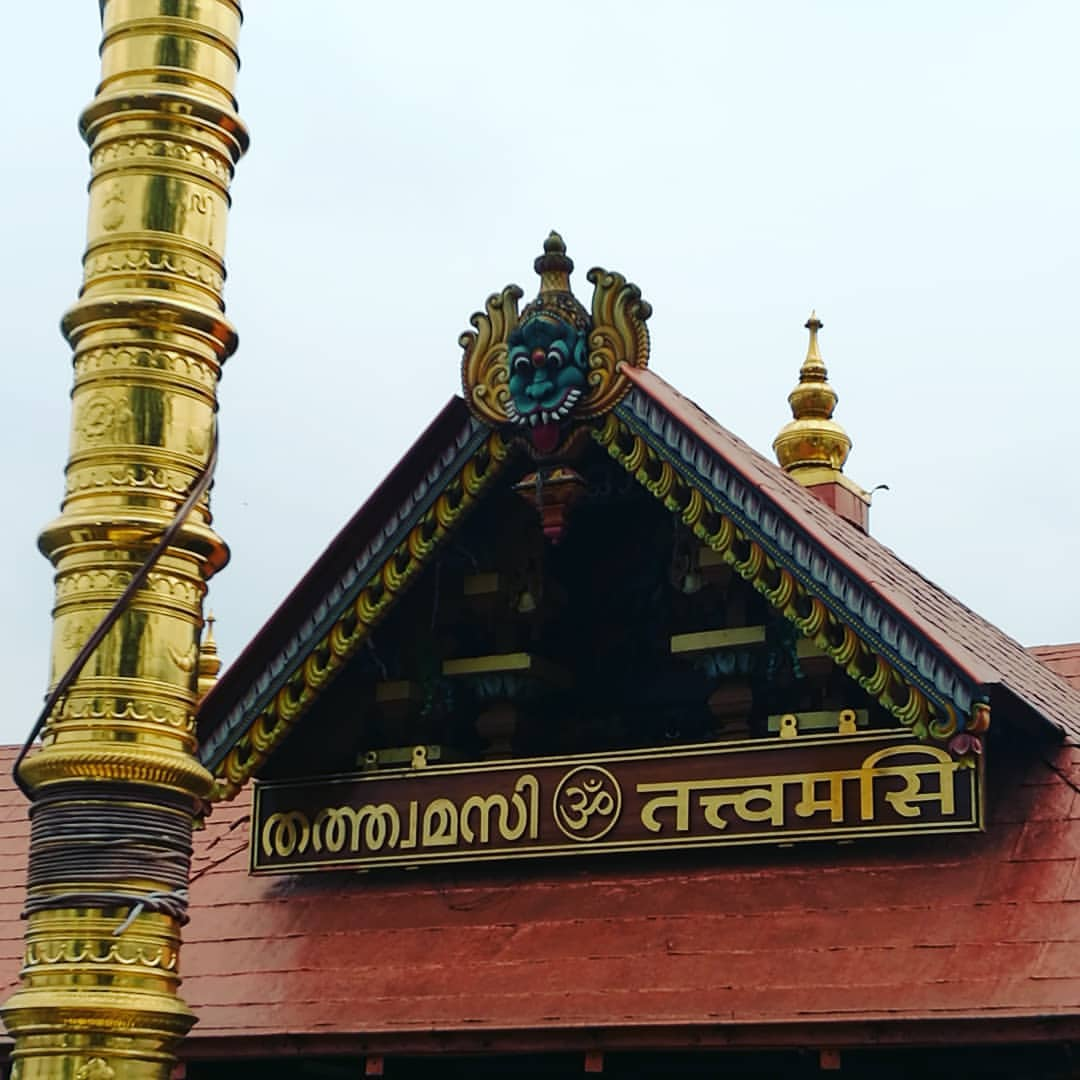

تت توام اسی (دیواناگری: तत्त्वमसि, سانسکریت ودایی: tát tvam ási), یک اصطلاح در زبان سانسکریت به معانی  آن تو هستی- آن تویی ( تت=آن، توم=تو، اسی= هستی) یکی از مفاهیم فلسفه هندی است و به این معنی است که در اصل آتمان با برهمن یکسان هستند.

## اوپانیشادها
در اوپانیشاد چاندوگیه در ضمن پندهای «اودالاکا آرونی» به فرزندش «شْوِتاکِتو» چنین ذکر شد است:
«عالم آنچه که کامل ترین ذاتها است (=برهمن) را به‌عنوان روح خود واجد است؛ آن (=برهمن) واقعیت است. آن آتمن است. آن تو هستی.
برخی از اندیشمندان بزرگ هندی، همانند شانکره، رامانوجا، مادهاوا، نیمبارکا و والابها به نوبه خود تفسیری از کیفیت ارتباط عالم با برهمن و تحلیل «آن تو هستی» در ودانته ارائه کرده‌اند و درصدد رفع تعارض میان برخی از آموزه‌های اوپانیشادها برآمدند؛ چون در اوپانیشادها (1) از یک طرف از نفی کثرات و از طرف دیگر از آفرینش جهان سخن گفته شده است، و (2) نیز از سویی برهمان را از هر وصف و کیفیت مبرا معرفی شده و از سوی دیگر او را خالق جهان نامیده می‌شود، و (3) همچنین محو کثرت به هنگام مشاهده برهمان را مطرح ساخته، در حالیکه اگر جهان واقعی باشد محو آن معنا ندارد. 
شانکره در قرن هشتم نظریه «عدم ثنویت توصیف ناپذیر و نا متعین» (=ادوایتا: advaita) را مطرح نمود و نظریه سرابی و توهمی بودن کثرات را مطرح ساخت. وی بر اساس نظریه خود، «آن تو هستی» را کاملا می‌پذیرد؛ در نظر او انسان مجموعه‌ای از روح و بدن است، بدن تنها یک توهم است، و تنها روح باقی می‌ماند که غیر از برهمن نیست، و میان آن و برهمن یگانگی بی قید و شرطی وجود دارد. اینکه به نظر می‌رسد روح محدود و متناهی است و جدا از دیگر ارواح است، ناشی از همنشینی آن با بدنیست که مولود وهم است و در واقع آنچه که به‌عنوان خویشتن می‌یابیم، خویشتن حقیقی نیست، بلکه نمودی محدود شده از نفس واقعیست که عین برهمن است  
«تت توام اسی» ارتباطی به «شدن» ندارد، بلکه مربوط به مقوله «بودن» است؛ در ظاهر گویای وحدت وجود پانته‌ئیسمی (=همه‌خدایی) است و در ودانته شانکره بر اساس وحدت وجود بسیار غلیظ (=ادوایتا) تفسیر می‌شود.

## مطالعه بیشتر
- Sri Vidyaranya: Panchadashi. Ed. in Tamil with notes by Swami Gnanananda Bharati. Gnanananda Bharati Publications Trust, Madurai, 1972.
- ساروپالی رادهاکرشنن: The Principal Upanishads.

محمدهادی توکلی, "بررسی ادعای یکسان‌انگاری «فتکون انت ذاک» در بیان بایزید بسطامی و «تت توام اسی» در اوپانیشاد چاندوگیه," مطالعات عرفانی, 14 1 (1397): 5-30,

## پیوند خارجی
- Mahavakyas
- Chandogya Upanishad
- Chandogya Upanishad

1. ↑  Chatterjee، Datta. An Introduction To Indian Philosophy. صص. ۴۲۰–۴۲۷, ۴۴۲–۴۴۸, ۴۵۳–۴۵۵.
2. ↑  توکلی، محمدهادی. «بررسی ادعای یکسانی «فتکون انت ذاک» در بیان بایزید بسطامی و «تت توام اسی» در اوپانیشاد چاندوگیه» (PDF). مطالعات عرفانی: ۱۶.